# Trygve Brodahl
Trygve Brodahl (28. august 1905 i Hønefoss – 11. april 1996 samme sted) var en norsk langrendsløper som konkurrerede for Fossekallen IF i 1930'erne.

## Meritter
- VM i ski 1930 – sølv i 17 km
- VM i ski 1935 – bronze i 50 km
- Vinter-OL 1936 – 11. plads på 50 km
- Holmenkollrennet 1939 – guld på 18 km
- Holmenkollmedaljen 1939 (sammen Sven Selånger og Lars Bergendahl)
- Norgemester i ski: 
  - 1930 – 30 km
  - 1939 – 30 km

Hans bror, Sverre, er også en meritteret langrendsløber, og var en af grundlæggerne af skifabrikken Alme & Brodahl på Hønefoss.